# Dichrogaster modesta
Dichrogaster modesta là một loài tò vò trong họ Ichneumonidae.